# Quel pasticcione di papà
Quel pasticcione di papà (Something Wilder) è una serie televisiva statunitense in 18 episodi di cui 15 trasmessi per la prima volta nel corso di una sola stagione dal 1994 al 1995. È una sitcom classica incentrata sulle vicende di una famigliola composta da due coniugi e dai due figli piccoli, una coppia di gemelli.

## Trama
Stockbridge, Massachusetts. Gene Bergman (interpretato da Gene Wilder), proprietario di un'agenzia pubblicitaria sulla cinquantina, e sua moglie, Annie (Hillary Bailey Smith), una donna sulla trentina, affrontano i problemi di coppia quotidiani e quelli relativi alla crescita dei loro due figli gemelli di quattro anni, Sam e Gabe (Carl Michael Lindner e Ian Bottiglieri). 

## Personaggi e interpreti
- Gene Bergman (15 episodi, 1994-1995), interpretato da Gene Wilder.
- Annie Bergman (15 episodi, 1994-1995), interpretata da Hillary B. Smith.
- Gabe Bergman (15 episodi, 1994-1995), interpretato da Ian Bottiglieri.
- Sam Bergman (15 episodi, 1994-1995), interpretato da Carl Michael Lindner.
- Richie Wainwright (15 episodi, 1994-1995), interpretato da Jake Weber.
È il cognato di Gene, Lavora nella sua agenzia.
- Jack Travis (15 episodi, 1994-1995), interpretato da Gregory Itzin.
È un impiegato nell'agenzia di Gene.
- Katy (15 episodi, 1994-1995), interpretata da Raegan Kotz.
- Ginger (2 episodi, 1994-1995), interpretata da Nancy Mette.
- Mrs. Thornton (2 episodi, 1994-1995), interpretata da Debra Mooney.
- Hank (2 episodi, 1994-1995), interpretato da Dick O'Neill.

## Produzione
La serie fu prodotta da Warner Bros. Television. Le musiche furono composte da Mason Daring. Tra i registi della serie è accreditato Barnet Kellman (14 episodi, 1994-1995). Tema musicale: You Brought a New Kind of Love to Me, un brano degli anni 1930 interpretato dallo stesso Gene Wilder. Alice Cooper compare da guest star nel ruolo di se stesso nel 14º episodio (Hangin' With Mr. Cooper), andato in onda 14 marzo 1995. A causa dei bassi ascolti, la rete decise di non trasmettere gli ultimi tre episodi dei 18 totali.

## Distribuzione
La serie fu trasmessa negli Stati Uniti dal 1º ottobre 1994 al 13 giugno 1995 sulla rete televisiva NBC. In Italia è stata trasmessa su RaiDue.

## Episodi
| Stagione       | Episodi | Prima TV USA |
| -------------- | ------- | ------------ |
| Prima stagione | 18      | 1994-1995    |